# Sancti Spíritus (Cuba)
Pour les articles homonymes, voir Sancti Spíritus.
Sancti Spíritus est une ville et une municipalité de Cuba et la capitale de la province de Sancti Spíritus, située au centre de l’île de Cuba.

## Géographie

### Situation
Sancti Spíritus est au centre de l'île de Cuba, au centre-sud de la province de Sancti Spíritus, à 356 km sud-est de La Havane.

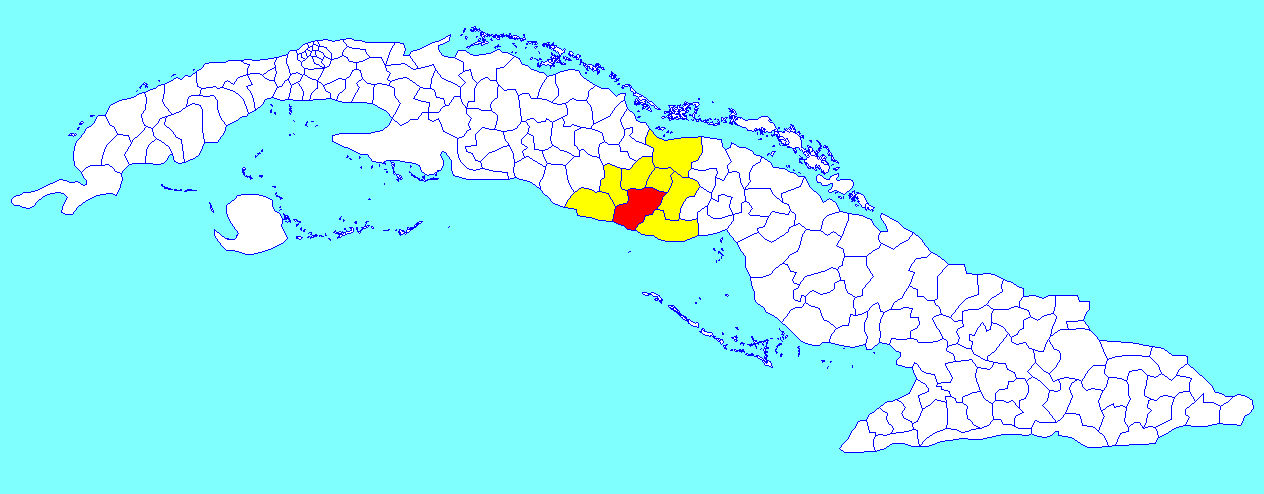
Municipalité de Sancti Spíritus dans la province de Sancti Spíritus
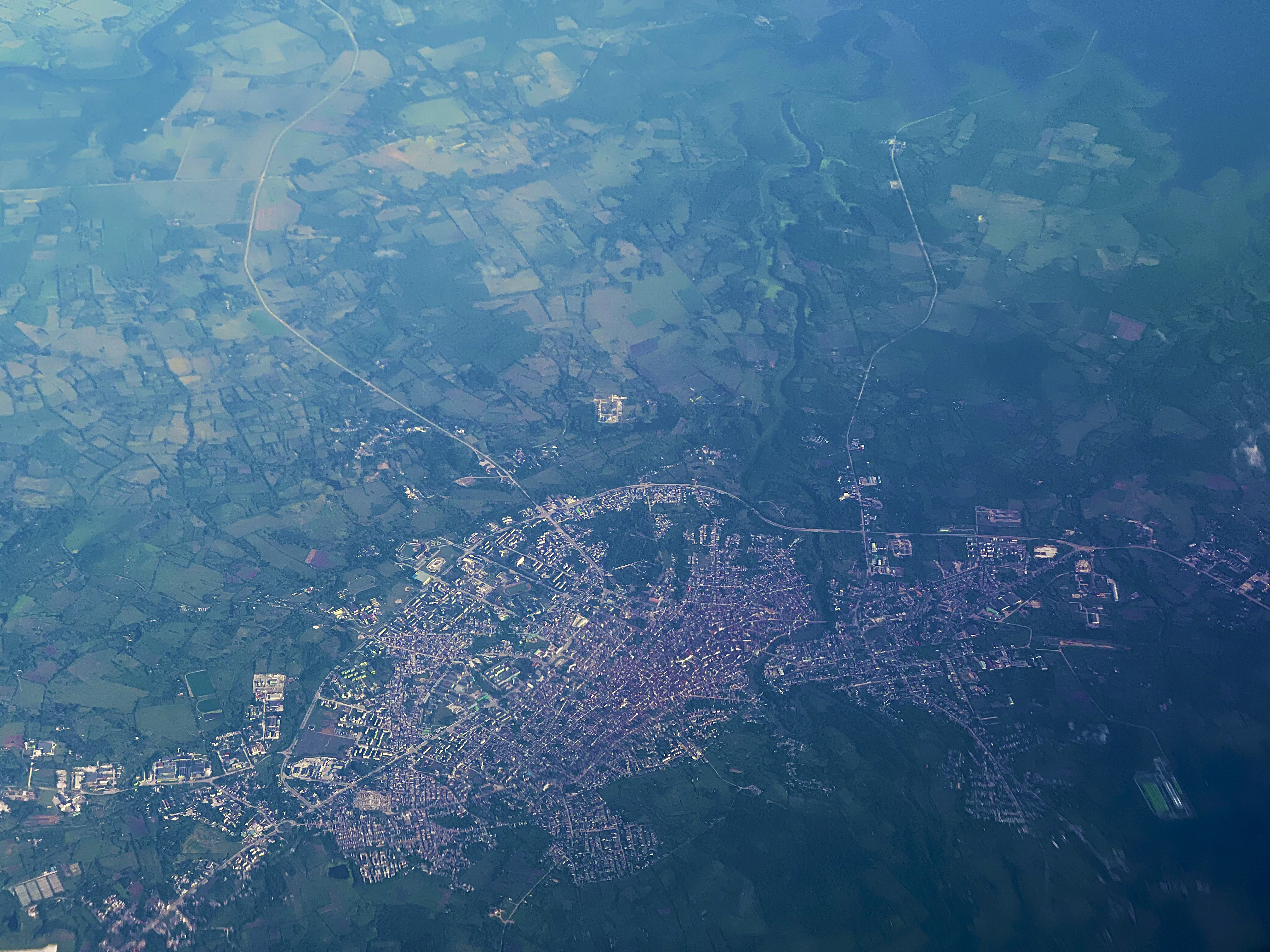
Vue satellite de Sancti Spíritus (2021)

### Divisions administratives
La municipalité compte 13 consejos populares :
- Banao
- Colón
- Guasimal
- Jesús María
- Kilo 12
- Las Tozas
- Las Yayas
- Los Olivos
- Managuaco
- Paredes
- Parque
- Pojabo
- Tunas de Zaza

## Population
En 2022 la population de la municipalité est estimée à 142 618 habitants. Pour une surface de 1 142 km2, la densité est de 124,9 habitants/km².
La population de la municipalité de Sancti Spíritus s'élevait à 135 533 habitants à la fin de l'année 2008.[réf. nécessaire]

## Histoire
La ville est fondée par Diego Velázquez de Cuéllar en 1514, au bord de la rivière Tuinucu. Huit ans plus tard, la ville est transférée sur les berges de la rivière Yayabo, à son emplacement actuel. En 1586, des pirates anglais mettent le feu à la ville et toute trace écrite de sa fondation est détruite. Centre politique, économique et militaire de la région, Sancti Spiritus s'enrichit de somptueux hôtels particuliers aux XVIIe et XVIIIe siècles. De nos jours, les touristes méconnaissent son centre colonial alors qu'il est classé monument national.[réf. nécessaire]

## Économie
L'économie de la région de Sancti Spíritus est basée sur la culture de canne à sucre et de tabac et sur l'élevage et la pêche.[réf. nécessaire]

## Monuments et musées
- Église paroissiale, vieille église du XVIe siècle au toit vert, la plus ancienne église du pays.
- Musée des Arts coloniaux.
- Le pont de Yayabo, le plus vieux pont de Cuba.

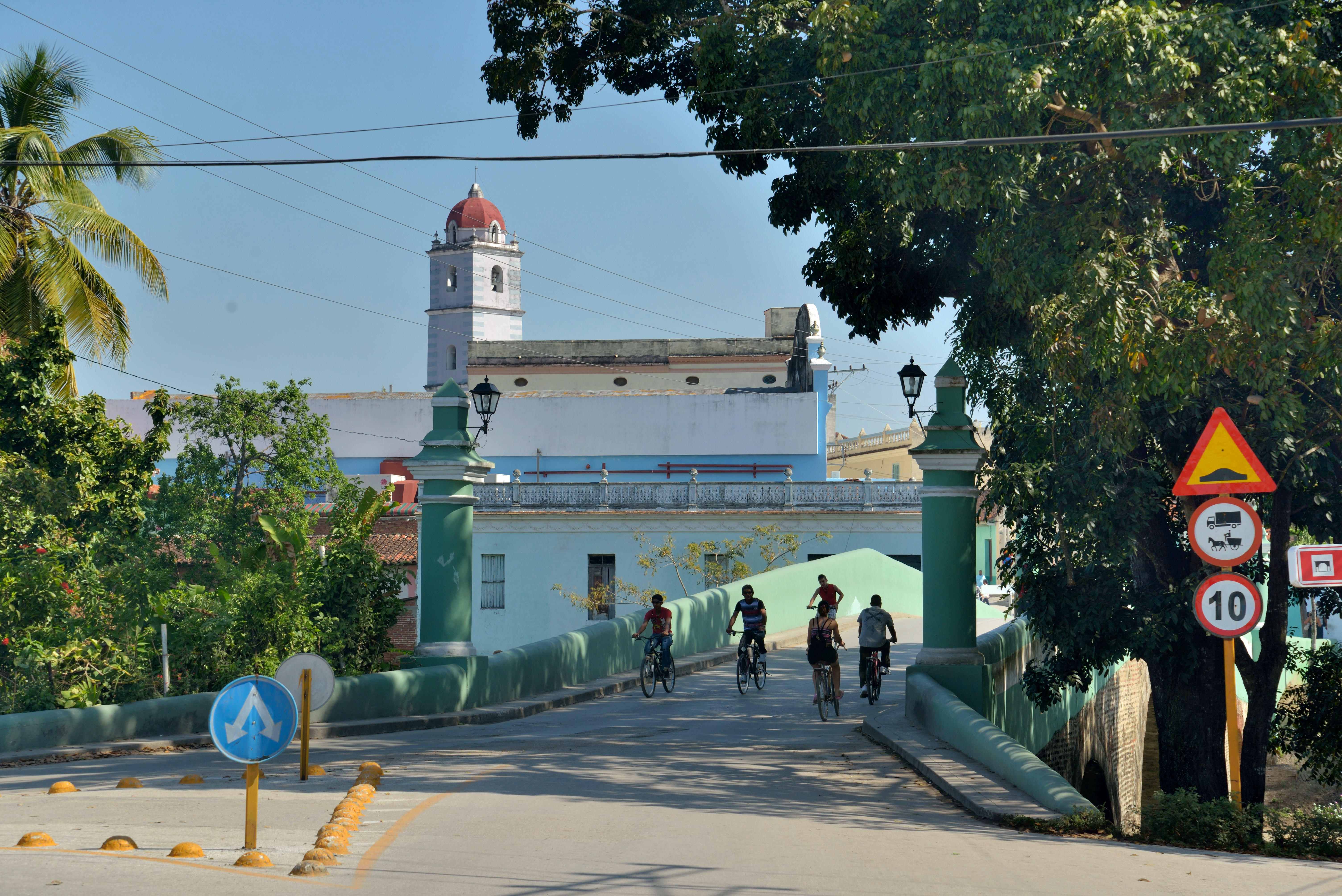
Le vieux pont
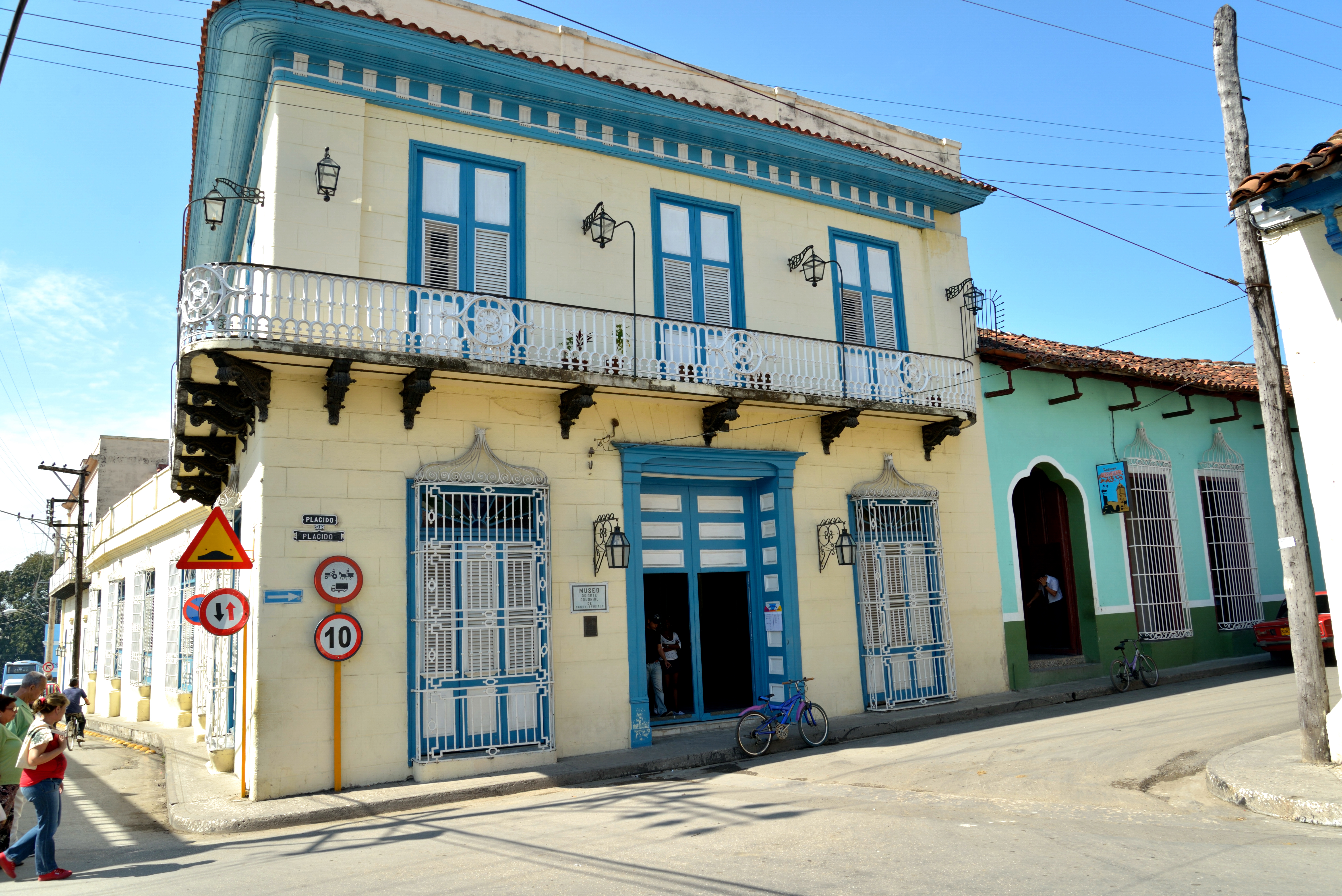
Musée d'art colonial
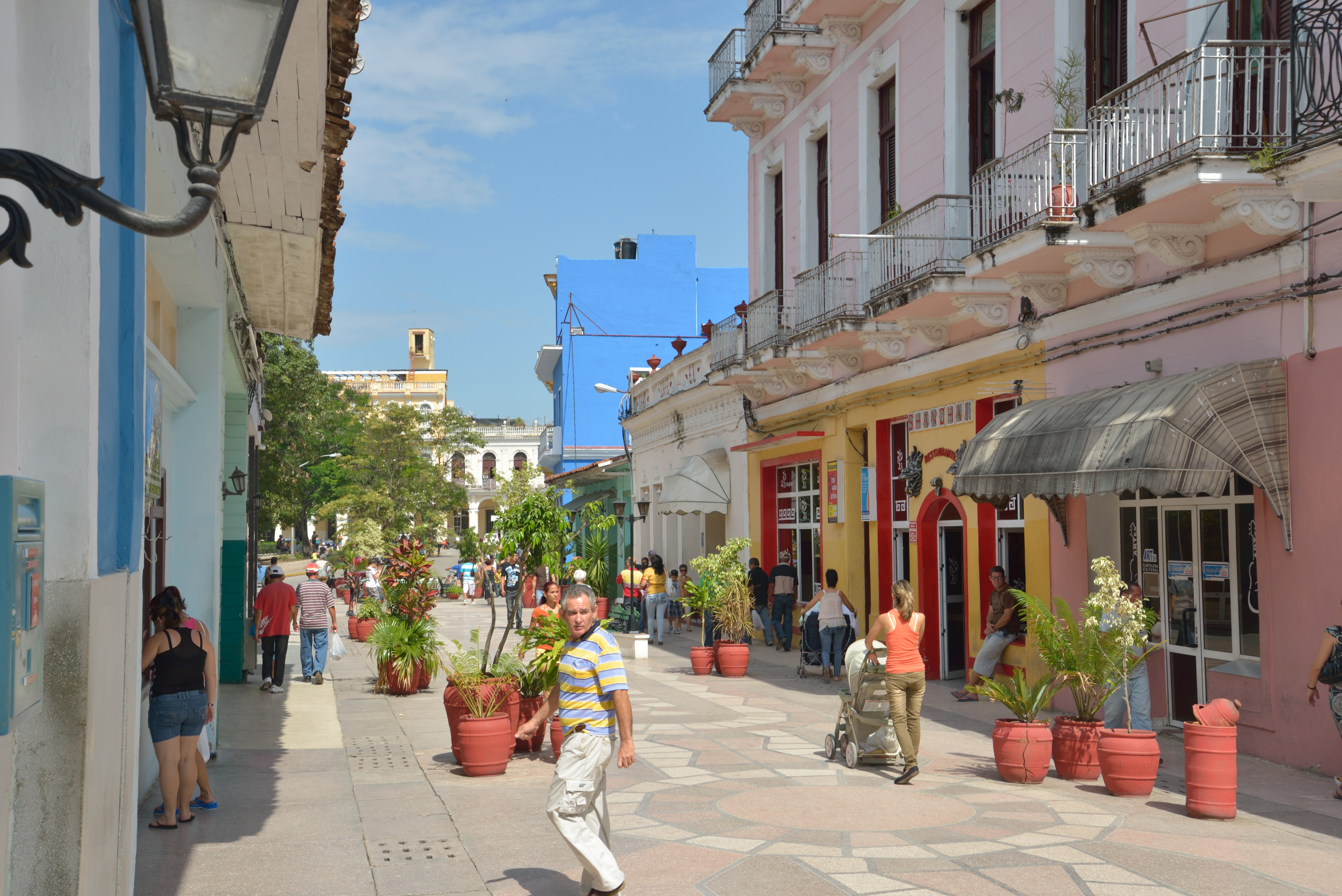
Rue commerçante
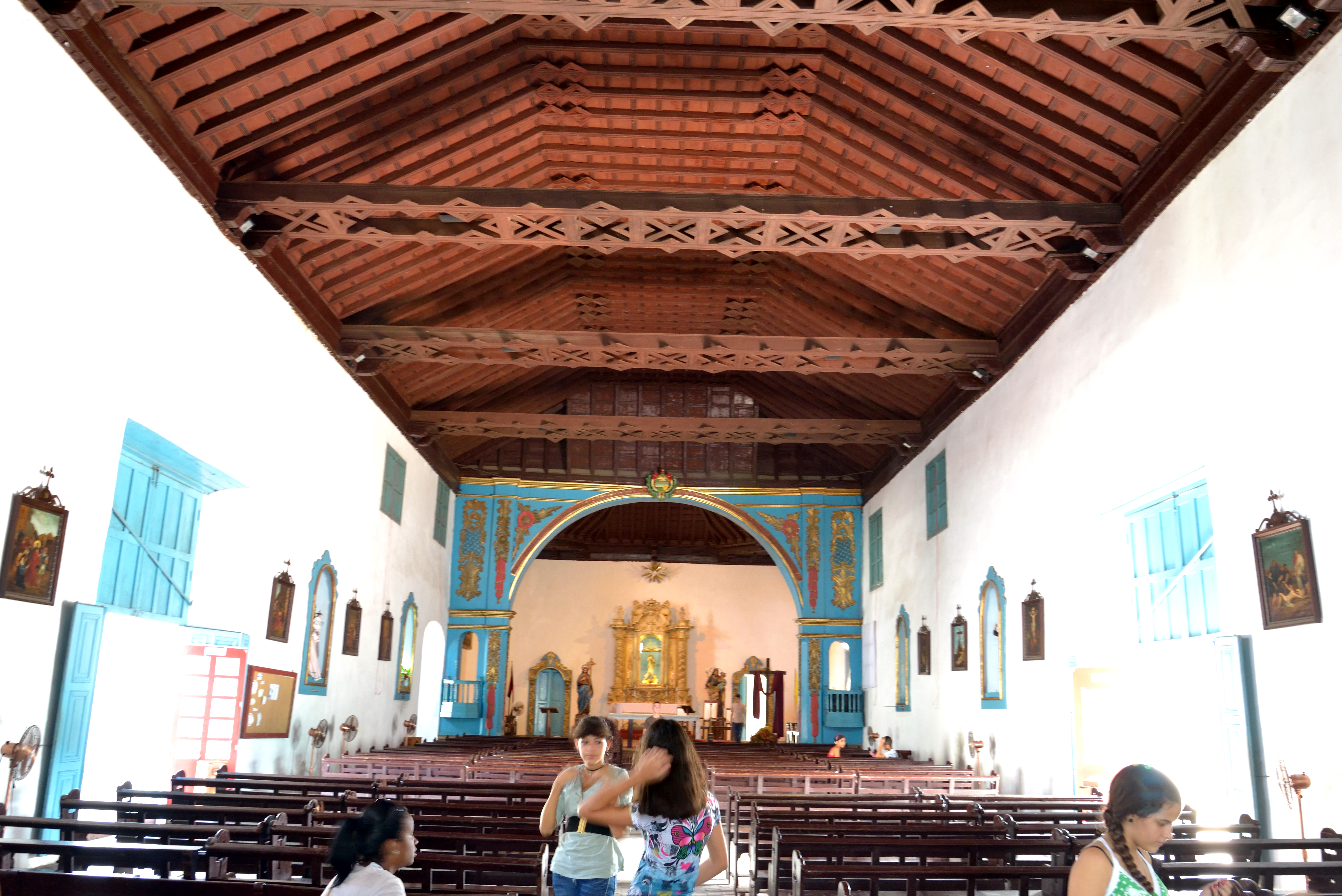
Intérieur de l'église